# Republic (Kansas)
Republic és una població dels Estats Units a l'estat de Kansas. Segons el cens del 2000 tenia 161 habitants.

## Demografia
Segons el cens del 2000, Republic tenia 162 habitants, 84 habitatges, i 49 famílies. La densitat de població era de 239,1 habitants/km².
Dels 84 habitatges en un 20,2% hi vivien nens de menys de 18 anys, en un 54,8% hi vivien parelles casades, en un 4,8% dones solteres, i en un 40,5% no eren unitats familiars. En el 38,1% dels habitatges hi vivien persones soles el 21,4% de les quals corresponia a persones de 65 anys o més que vivien soles. El nombre mitjà de persones vivint en cada habitatge era d'1,92 i el nombre mitjà de persones que vivien en cada família era de 2,5.
Per edats la població es repartia de la següent manera: un 18% tenia menys de 18 anys, un 0% entre 18 i 24, un 24,8% entre 25 i 44, un 29,8% de 45 a 60 i un 27,3% 65 anys o més.
L'edat mediana era de 50 anys. Per cada 100 dones de 18 o més anys hi havia 97 homes.
La renda mediana per habitatge era de 27.679 $ i la renda mediana per família de 33.750 $. Els homes tenien una renda mediana de 26.250 $ mentre que les dones 16.250 $. La renda per capita de la població era de 18.399 $. Entorn del 8,7% de les famílies i el 9,7% de la població estaven per davall del llindar de pobresa.

## Poblacions més properes
El següent diagrama mostra les poblacions més properes.